# Collema chimbuense
Collema chimbuense är en lavart som beskrevs av Degel. Collema chimbuense ingår i släktet Collema och familjen Collemataceae.   Inga underarter finns listade i Catalogue of Life.